# Swordfish-Klasse (1932)
Die Swordfish-Klasse war die erste Baugruppe der britischen S-Klasse. Die vier U-Boote wurden im Zweiten Weltkrieg eingesetzt.

## Baugeschichte und konstruktive Merkmale
siehe: Baugeschichte der S-Klasse und konstruktive Merkmale der S-Klasse
Die nach dem Typschiff Swordfish benannte U-Boot-Klasse war das erste Baulos der britischen S-Klasse.
Die U-Boote wurden Ende der 1920er als Nachfolger der H-Klasse entwickelt. Die mittelschweren U-Boote waren für den Einsatz in begrenzten Gewässern wie der Nordsee oder dem Mittelmeer konzipiert. Die für ihre Größe schwer bewaffneten U-Boote waren wendig und konnten sehr schnell abtauchen. Zum Alarmtauchen brauchten die Boote nur die Hälfte der Zeit der vergleichbaren deutschen Typ-VII-U-Boote. Der Bauauftrag wurde 1929 erteilt. Das erste Boot wurde am 1. Dezember 1930 auf Kiel gelegt. Zwischen 1930 und 1933 wurden auf der Marinewerft Chatham die vier U-Boote der Swordfish-Klasse gebaut.
Die Hauptunterschiede zu den späteren Baulosen waren, dass die Swordfish-Boote kleiner waren, eine geringere Dieselantriebsleistung als das dritte und vierte Baulos besaßen, nicht mit Radar ausgestattet waren und kein externes Hecktorpedorohr führten. Wie auch beim zweiten Baulos war der Bootskörper nicht komplett verschweißt, sondern teilweise genietet. Die im Krieg gebauten U-Boote des dritten und vierten Bauloses waren vollständig geschweißt und konnten dadurch tiefer tauchen.

## Geschichte
siehe: Einsatzgeschichte der S-Klasse und detaillierte Geschichte der S-Klasse
Nach Kriegsbeginn am 1. September 1939 patrouillierten die vier U-Boote in der Nordsee. Am 14. September 1939 griff die Sturgeon irrtümlich ihr Schwesterboot Swordfish 50 Seemeilen ostsüdöstlich von Aberdeen mit drei Torpedos an, verfehlte aber ihr Ziel. Da schon vier Tage zuvor bei einem gleichartigen Zwischenfall die Oxley (Odin-Klasse) verloren ging, vergrößerte die Admiralität anschließend die Abstände der Patrouillengebiete britischer U-Boote von ursprünglich 4 auf 16 Seemeilen.
Den ersten Kampferfolg eines britischen U-Bootes im Zweiten Weltkrieg erreichte die Sturgeon, als sie am 20. November 1939 das deutsche Vorpostenboot V 209 / Gauleiter Telschow 100 Seemeilen westlich von Helgoland torpedierte und versenkte.
Im Januar 1940 kam es zu den ersten Verlusten. Am 7. Januar 1940 wurde die Seahorse nordwestlich Helgolands mit Wasserbomben versenkt. Es gab keine Überlebenden. Mehr Glück hatte die Besatzung der Starfish. Das U-Boot wurde am 9. Januar 1940 nach einem erfolglosen Angriff auf einen deutschen Minensucher von gegnerischen U-Jägern schwer beschädigt und zum Auftauchen gezwungen. Die gesamte Besatzung überlebte und ging in deutsche Kriegsgefangenschaft.
Die Swordfish sank mit allen Seeleuten im November 1940 vermutlich durch einen Minentreffer.
Somit gingen in den ersten 14 Kriegsmonaten drei der vier U-Boote im Kampf verloren. Gemeinsam mit den acht Booten des zweiten Bauloses standen der Royal Navy bei Kriegsbeginn am 1. September 1939 zwölf S-Klasse-U-Boote zur Verfügung. Bis Januar 1942 wurden acht dieser Boote durch Feindeinwirkung vernichtet. Die enormen Verluste konnte erst durch die ab Frühjahr 1942 kontinuierlich zulaufenden Einheiten des dritten und vierten Bauloses ausgeglichen werden.
Als einziges Boot der Swordfish-Klasse überstand die Sturgeon den Krieg. Zwischen 1940 und 1942 versenkte sie mehrere deutsche Transporter vor den Küsten Norwegens. Sie wurde am 11. Oktober 1943 von der Königlich Niederländischen Marine übernommen. Die Niederländer setzten das U-Boot unter dem Namen Zeehond bis zum Kriegsende in der Nordsee ein und gaben sie im September 1945 an die Briten zurück, die das U-Boot 1947 verschrotteten.

## Boote der Klasse
siehe auch: Gruppe 1 der S-Klasse.
| Swordfish | Swordfish          | Swordfish   | Swordfish         |
| --- | ------------------ | ----------- | ----------------- |
| Bauwerft: | Chatham Dockyard   | Nr.:        | 61S               |
| Kiellegung: | 1. Dezember 1930   | Stapellauf: | 10. November 1931 |
| Indienststellung: | 28. November 1932  | Dienstende: | 7. November 1940  |
| Die Swordfish (engl.: Schwertfisch) wurde in der Nordsee und der Biskaya eingesetzt. Die Swordfish wurde seit dem 7. November 1940 in der Biskaya vermisst. Vermutlich lief das U-Boot auf eine deutsche Seemine. Es gab keine Überlebenden. Das Wrack wurde im Juli 1983 entdeckt und liegt in 46 m Tiefe auf Position 50° 24′ 30″ N, 1° 21′ 0″ W.                                                          |                    |             |                   |
| Sturgeon Zeehond |                    |             |                   |
| Bauwerft: | Chatham Dockyard   | Nr.:        | 73S               |
| Kiellegung: | 3. Januar 1931     | Stapellauf: | 8. Januar 1932    |
| Indienststellung: | 27. Februar 1933   | Dienstende: | 1947              |
| Die Sturgeon (engl.: Stör) wurde bis 1943 in der Nordsee eingesetzt. Das U-Boot wurde am 11. Oktober 1943 an die Niederlande übergeben und von der Königlich Niederländischen Marine mit dem Namen Zeehond (nld: Seehund) in Dienst gestellt und bis Kriegsende weiterhin in der Nordsee eingesetzt. Am 17. November 1945 ging die Sturgeon zurück an die Royal Navy und wurde 1947 in Granton verschrottet. |                    |             |                   |
| Seahorse |                    |             |                   |
| Bauwerft: | Chatham Dockyard   | Nr.:        | 96S               |
| Kiellegung: | 14. September 1931 | Stapellauf: | 15. November 1932 |
| Indienststellung: | 2. Oktober 1933    | Dienstende: | 7. Januar 1940    |
| Die Seahorse (engl.: Seepferdchen) wurde in der Nordsee eingesetzt. Das U-Boot war der erste Verlust der S-Klasse. Sie wurde wahrscheinlich am 7. Januar 1940 nordwestlich Helgolands durch deutsche Wasserbomben versenkt. Es gab keine Überlebenden. |                    |             |                   |
| Starfish |                    |             |                   |
| Bauwerft: | Chatham Dockyard   | Nr.:        | 19 S              |
| Kiellegung: | 29. September 1931 | Stapellauf: | 14. März 1933     |
| Indienststellung: | 27. Oktober 1933   | Dienstende: | 9. Januar 1940    |
| Die Starfish (engl.: Seestern) wurde in der Nordsee eingesetzt. Das U-Boot wurde am 9. Januar 1940 nahe Helgoland bei 55° 0′ N, 7° 10′ O nach Wasserbombenangriffen zum Auftauchen gezwungen. Die gesamte Besatzung ging in deutsche Kriegsgefangenschaft. Das U-Boot sank beim Abtransport. |                    |             |                   |